# Richard Suter
Richard Suter (* 16. September 1907 in St. Gallen; † 19. Januar 2002 ebenda, reformiert, heimatberechtigt in Krummenau und St. Gallen) war ein Schweizer Offizier und Rechtsanwalt. 

## Leben
Richard Suter, Sohn des Rechtsanwalts Robert Suter und der Emilie geborene Schöpf, widmete sich nach abgelegter Matura einem Studium der Rechtswissenschaft an den Universitäten München, Zürich, Berlin und Bern, das er 1932 mit dem Erwerb des akademischen Grades eines Dr. iur. abschloss. Beruflich war er in der Folge von 1934 bis zu seinem Eintritt in den Ruhestand 1989 als Rechtsanwalt in St. Gallen tätig. Richard Suter – selbst ein begabter Kunstmaler – war Mitgründer des Schweitzerischen Instituts für Kunstwissenschaften und wurde 1951 zum Vizepräsidenten des Kunstvereins St. Gallen ernannt. Er war St. Galler Gemeinderat und Mitglied vieler Verwaltungsräte.
Parallel dazu durchlief Richard Suter eine Karriere bei der Schweizer Armee. 1939 wurde Suter zum Generalstabsoffizier befördert, von 1945 bis 1949 war er Stabschef der 7. Division sowie von 1953 bis 1956 des 4. Armeekorps. Er war Kommandant des Infanterieregiments 33 sowie der leichten Brigade 3. 1957 erfolgte seine Ernennung zum Brigadier.
Richard Suter – er war mit Hanna Elisabeth, der Tochter des Ulrich Eduard Tschanz, verheiratet – verstarb in seinem 95. Lebensjahr. Der Musiker Robert Suter war sein Bruder.